# 豊里テレビ中継局
豊里テレビ中継局（とよさとテレビちゅうけいきょく）は、宮城県登米市の豊里町地域にあるテレビ中継局。現在地上アナログテレビ放送の中継局が設置されているが、地上デジタルテレビ放送中継局開設の予定はなく、涌谷や登米中継局、仙台送信所などからの電波を受信することになる。

## 中継局概要
| 放送局名          | チャンネル | 空中線電力        | ERP               | 放送対象地域 | 放送区域内世帯数 | 備考                                                                     |
| KHB東日本放送     | 39         | 映像10W /音声2.5W | 映像210W /音声53W | 宮城県       | 1万253世帯       | 無し                                                                     |
| MMT宮城テレビ放送 | 41         | 映像10W /音声2.5W | 映像210W /音声53W | 宮城県       | 1万253世帯       | 無し                                                                     |
| OX仙台放送        | 45         | 映像10W /音声2.5W | 映像210W /音声53W | 宮城県       | 1万253世帯       | 無し                                                                     |
| TBC東北放送       | 47         | 映像10W /音声2.5W | 映像210W /音声53W | 宮城県       | 1万253世帯       | 無し                                                                     |
| NHK仙台総合       | 60 29      | 映像10W /音声2.5W | 映像224W /音声56W | 宮城県       | 1万253世帯       | 緑数字は、｢アナアナ変換｣前のチャンネル。 なお、2005年2月チャンネル変更。 |
| NHK仙台教育       | 62 27      | 映像10W /音声2.5W | 映像224W /音声56W | 全国放送     | 1万253世帯       | 緑数字は、｢アナアナ変換｣前のチャンネル。 なお、2005年2月チャンネル変更。 |

- 放送エリアは、登米市・大崎市・栗原市・石巻市・遠田郡涌谷町・宮城郡松島町の各一部地域。
- 緑数字は、「アナアナ変換」前のチャンネルで、2005年2月23日に通常の放送が終了、同年3月2日に停波。
- 2011年7月24日で廃局となる予定だったが、東日本大震災の影響により、2012年3月31日まで電波が送信された。

## デジタルテレビについて
- デジタルテレビについては、涌谷中継局などを受信しているが、同町内にはデジタル新局となる「篦岳東（ののだけひがし）中継局」が設置されている。